# Carsten Cullmann
Carsten Cullmann (ur. 5 marca 1976 w Kolonii) – niemiecki piłkarz występujący na pozycji obrońcy. Jest synem legendy 1. FC Köln, Bernharda Cullmanna.

## Kariera
Jest wychowankiem klubu SpVg. Porz 1919. W 1996 roku dołączył do 1. FC Köln. W 2. Bundeslidze zadebiutował 10 września 1998 roku w meczu z Hannoverem 96 (1:6). Natomiast w Bundeslidze zadebiutował 13 sierpnia 2000 roku w meczu z FC Schalke 04 (1:2). W 2007 roku dołączył do drużyny rezerw. W 2011 roku zakończył karierę.
W Bundeslidze rozegrał 81 spotkań i zdobył 4 bramki.